# Émilie
Émilie is een Franse meisjesnaam, ook gebruikt in België en Canada en andere Frans sprekende gebieden.

## Bekende naamdragers
- Émilie Ambre (1849-1898), Frans operazangeres
- Émilie Andéol (1987), Frans judoka
- Émilie Dequenne (1981), Belgisch actrice
- Émilie du Châtelet (1706-1749), Frans wiskundige, natuurkundige en auteur
- Émilie Fer (1983), Frans kanoër
- Émilie Gourd (1879-1946), Zwitsers feministe en redactrice
- Émilie Le Pennec (1987), Frans turnster
- Émilie Loit (1979), Frans tennisster
- Émilie Mondor (1981-2006), Canadees atlete
- Émilie Simon (1978), Frans zangeres en componiste